# Popovac, Paraćin
Popovac (izvirno srbsko Поповац) je naselje v Srbiji, ki upravno spada pod Občino Paraćin; slednja pa je del Pomoravskega upravnega okraja.

## Demografija
V naselju živi 665 polnoletnih prebivalcev, pri čemer je njihova povprečna starost 43,7 let (43,0 pri moških in 44,4 pri ženskah). Naselje ima 245 gospodinjstev, pri čemer je povprečno število članov na gospodinjstvo 3,29.
To naselje je, glede na rezultate popisa iz leta 2002, večinoma srbsko.
|  |

| Demografija | Demografija     | Demografija     |
| Leto        | Št. prebivalcev | Št. prebivalcev |
| ----------- | --------------- | --------------- |
|             |                 |                 |
|             |                 |                 |
|             |                 |                 |
|             |                 |                 |
| 1948        | 902             |                 |
| 1953        | 1290            |                 |
| 1961        | 1517            |                 |
| 1971        | 1575            |                 |
| 1981        | 1393            |                 |
| 1991        | 1247            | 1243            |
| 2002        | 825             | 805             |
|             |                 |                 |

| Etnična sestava po popisu iz leta 2002 | Etnična sestava po popisu iz leta 2002 | Etnična sestava po popisu iz leta 2002 | Etnična sestava po popisu iz leta 2002 | Etnična sestava po popisu iz leta 2002 |
| -------------------------------------- | -------------------------------------- | -------------------------------------- | -------------------------------------- | -------------------------------------- |
| Srbi                                   | Srbi                                   |                                        | 784                                    | 97,39%                                 |
| Jugoslovani                            | Jugoslovani                            |                                        | 7                                      | 0,86%                                  |
| Romi                                   | Romi                                   |                                        | 5                                      | 0,62%                                  |
| Rusi                                   | Rusi                                   |                                        | 1                                      | 0,12%                                  |
| Neznano                                | Neznano                                |                                        | 1                                      | 0,12%                                  |